# فرماندهی ایران و عراق
فرماندهی ایران و عراق فرماندهی ارتش بریتانیا بود که در طول جنگ جهانی دوم در سپتامبر ۱۹۴۲ در بغداد تأسیس شد. نقش اصلی آن محافظت از حملات زمینی و هوایی به میادین نفتی و تأسیسات نفتی در ایران و عراق  بود. نقش دیگر آن تضمین حمل و نقل کالا از بنادر خلیج فارس از طریق عراق و ایران به اتحاد جماهیر شوروی بود.